# لويس أراغون
لويس أراغون (بالفرنسية: Louis Aragon)‏ (3 تشرين الأول 1897 في نويي سور سين - 24 كانون الأول 1982 في باريس) شاعر فرنسي، وروائي ومحرر، وكان من المؤيدين السياسيين للحزب الشيوعي لفترة طويلة وعضو أكاديمية غونكور.

## حياته
ولد في 2 تشرين الأول عام 1897
رائد من رواد النقد الأدبي والفني الواقعي
شاعر وقصصي وصحفي وناقد كبير
وقف بقوة إلى جانب شعوب فيتنام والجزائر كما وقف إلى جانب مصر أثناء العدوان الاستعماري
اشترك في تأسيس مجلة الآداب الفرنسية
مؤسس اللجنة الوطنية للكتاب وهي الجبهة الثقافية في فرنسا
تزعم المدرسة السريالية في الشعر والأدب بين عام 1920-1930
تحول عن السريالية بعد التقائة بزوجته الزاتريوليه واعتناقه الفلسفة
الاشتراكية ثم انضمامه إلى العمل الحزبي في سنة 1932
كان منذ عام 1932-1939 من أقوى المناضلين ضد الفاشية والحرب
منذ 1945 وهو يدير الحركة الثقافية والأدبية النقدية في فرنسا بوصفه رئيس تحرير الآداب الفرنسية ومدير دار الناشرين الفرنسيين المتحدين ونائب رئيس اللجنة الوطنية للكتاب
سجن خمس مرات بسبب كتابة قصيدة «الخطوط الأمامية الملتهبة»
عمل فترة من الوقت محررا في كل من:«الاومانيتيه» و«سي سوار»

## مؤلفاته

### في مجال الشعر
- نار الفرح
- قلب كسير
- عيون الزا
- متحف جريفان
- ديانا الفرنسية
- مجنون الزا

### في مجال النقد
- أحاديث الغناء الجميل
- بحث في الأسلوب، الثقافة والإنسان
- من أجل واقعية اشتراكية
- ستندال

### في مجال الرواية
- فلاّح باريس
- البانوراما
- أجراس مدينة بال
- الأحياء الجميلة
- المسافرون على عربة امبريال
- اورليان
- حُكم بالإعدام
- النسيان

من مؤلفاته الشعرية «قلب كسير» و«عيون إلزا» و«متحف جريفان» و«ديانا الفرنسية»
يعتبر كتابه «أحاديث الغناء الجميل» من أهم ما وضع في نظرية الشعر المعاصر
أجمع النقاد على اعتباره من كبار كتاب القصة الواقعية لأعماله القصصية الرائعة وخاصة سلسلة «العالم الحقيقي» التي تشمل «أجراس مدينة بال» ثم «الأحياء الجميلة» و«المسافرون على عربة امبريال» و«اورليان» أصدر في مجال النقد والنظرية الجمالية: «بحث في الأسلوب» «الثقافة والإنسان» «من اجل واقعية اشتراكية» «ستندال» «الآداب السوفيتية» لعبت «الاداب الفرنسية» التي يرأس تحريرها دورا هاما في التعريف بأدب شمال أفريقيا العربية «المغرب وتونس والجزائر».

## الاتجاه العربي
انجذب أراغون في الخمسة وعشرين سنة الأخيرة من حياته نحو الحضارة الأندلسية، وعكف على دراسة اللغة العربية والشعر العربي والقرآن والمأثورات الإسلامية، وكان النقاد الفرنسيون يعودون إلى المعاجم العربية لفهم المفردات العربية التي يضمّنها في قصائده مثل عنوان ديوانه «مجنون إلزا» والمأخوذ كنايةً عن العاشق العربي «مجنون ليلى» 

## وصلات خارجية
- لويس أراغون على موقع IMDb (الإنجليزية)
- لويس أراغون على موقع الموسوعة البريطانية (الإنجليزية)
- لويس أراغون على موقع مونزينجر (الألمانية)
- لويس أراغون على موقع ألو سيني (الفرنسية)
- لويس أراغون على موقع ميوزك برينز (الإنجليزية)
- لويس أراغون على موقع إن إن دي بي (الإنجليزية)
- لويس أراغون على موقع ديسكوغز (الإنجليزية)
- لويس أراغون على موقع قاعدة بيانات الفيلم (الإنجليزية)
- أراغون.. انبعاث الأسطورة